# 廈門大學附屬第一醫院
厦门大学附属第一医院是位於中華人民共和國福建省廈門市的一家综合性三级甲等医院。成立於1937年，前身为福建省立医院。

## 历史
前身为福建省省立第一医院，始建于民国26年（1937年）。民国36年（1947年）1月改为福建省立厦门医院，1950年4月改称厦门市立医院，1951年12月改称厦门市立第一医院，1962年改为厦门市第一医院。文化大革命期间改称厦门市工农兵医院，1970年3月，改称厦门市医院总院（第一病区）；1972年10月复名，2002年5月成为福建医科大学附属厦门第一医院。2003年7月1日，兼并厦门市杏林医院，成立杏林分院，2006年5月，接管厦门市第二医院“鼓浪屿院区”，成立鼓浪屿医院。2006年底，托管翔安区同民医院（即现“厦门市第五医院”），成立厦门市第一医院翔安分院，后成立厦门大学附属第一医院翔安院区，2008年2月，接收鹭江、中华、厦港、滨海、莲前、嘉莲、鼓浪屿等七个社区医疗服务中心，为厦门市承担社区医疗服务中心任务最重的三级医院。2008年8月，兼并厦门市思明区医院，成立思明分院。2008年12月，正式托管厦门市爱心护理院。2009年2月，托管集美区灌口医院，成立厦门市第一医院集美分院，由于编制、业务批复、员工需求矛盾等问题，于2010年7月提前终止托管协议。2010年3月，正式成为“厦门大学附属第一医院”。2018年6月，正式托管漳州开发区第一医院。2021年8月，正式托管厦门思明南普陀中医院。2022年1月，正式托管厦门市第三医院，成立厦门大学附属第一医院同安院区。